# Индейский агент
Индейский агент — государственный служащий, которого назначало правительство США для взаимоотношений между американскими властями и индейскими племенами.
Впервые эта должность появилась в 1793 году, когда возникла необходимость в приобретении новых земель у коренных американцев. С 1824 года индейский агент должен был постоянно находиться среди индейских племён. Он был ответственен за торговлю с племенами, обладал полномочиями как выдавать торговые лицензии белым американцам, так и лишать их этого. Когда правительство стало массово переселять племена на Запад и расширять систему резерваций, индейский агент стал управляющим индейской резервации. Проживал в индейском агентстве — административном центре резервации. Часто эту должность занимали люди, абсолютно незнакомые с менталитетом и культурой индейцев. Они нередко наживались на выделяемых правительством для вверенных им племён средствах, из которых должны были производиться закупки продовольствия и товаров. 
До 1849 года индейский агент относился к Военному министерству США, затем перешёл под юрисдикцию Министерства внутренних дел. В начале XX века должность была упразднена.